# Stealth: La amenaza invisible
Stealth: La amenaza invisible (Stealth en su título original en inglés) es una película estadounidense de 2005 dirigida por Rob Cohen y protagonizada por Joe Morton, Jamie Foxx, Sam Shepard, Jessica Biel, Richard Roxburgh y Josh Lucas.
Rob Cohen, director especializado en películas de acción, ha utilizado las últimas técnicas para las escenas de aviación y para las explosiones espectaculares. Josh Lucas, Jessica Biel y Jammie Foxx dan vida a los pilotos de élite.

## Sinopsis
El capitán George Cummings (Sam Shepard) dirige un equipo de pilotos de la Marina de Estados Unidos, una división de élite de pruebas de aviones de combate de alto secreto, conocidos sólo como Talons. Al frente del comando está el teniente Gannon (Josh Lucas), acompañado por los pilotos Wade (Jessica Biel) y Purcell (Jamie Foxx). Pero ahora tienen un nuevo compañero: UCAV (Unmanned combat air vehicle/Vehículo aéreo de combate no tripulado) de inteligencia artificial apodado "EDI", un prototipo de avión controlado por computadora. 
Durante la primera misión real junto a "EDI" todo sale a la perfección, pero en el vuelo de regreso a la base, un rayo impacta en el prototipo y la inteligencia artificial queda inutilizada. A partir de ese momento, "EDI" demuestra unas inclinaciones violentas difíciles de controlar y se convierte en una amenaza mortal.